# Aussiedlerhof

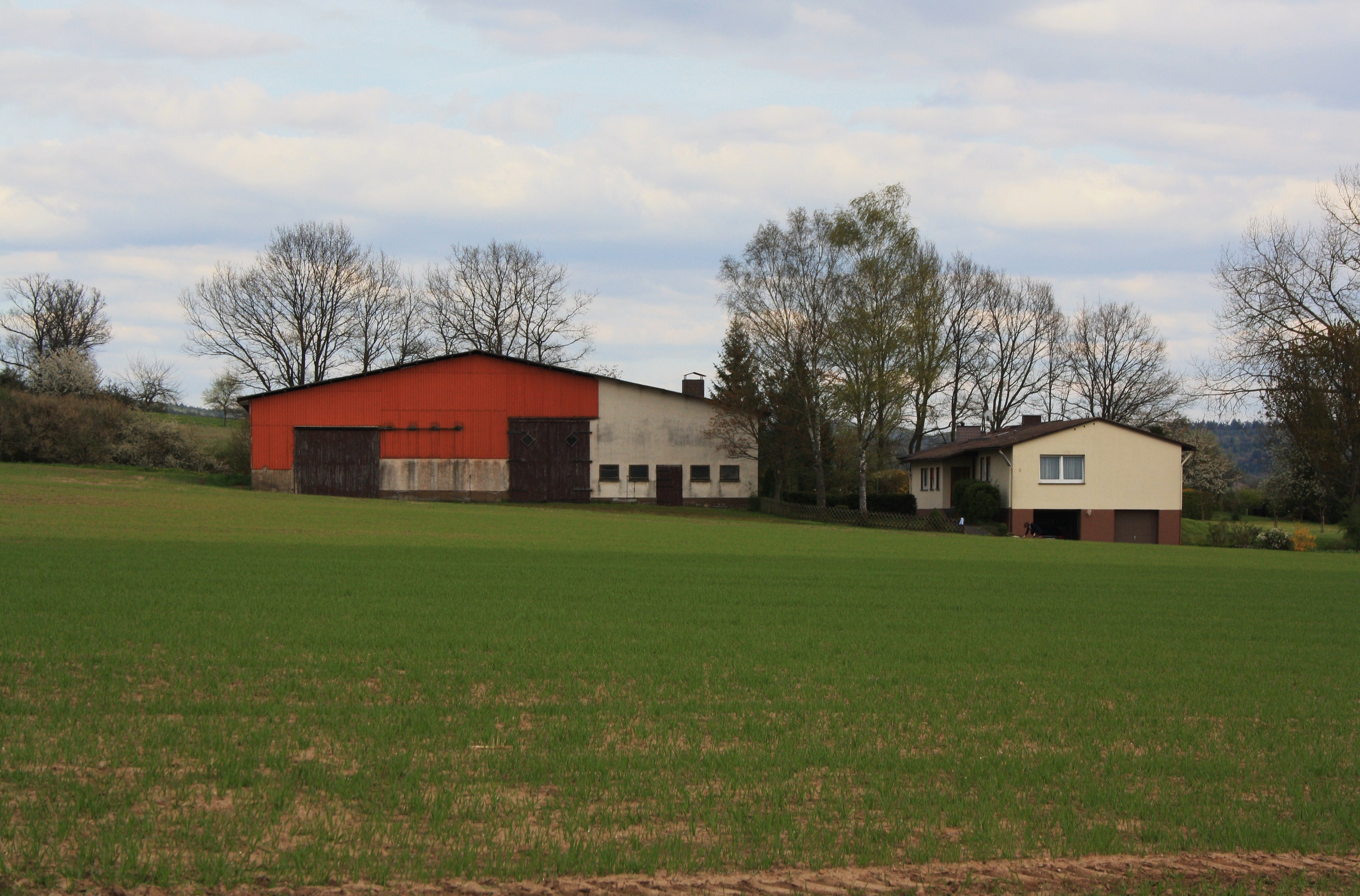
Aussiedlerhof in Hessen. Die Bauform ist typisch für im Rahmen des Grünen Planes ausgesiedelte Betriebe.

Ein Aussiedlerhof ist ein außerhalb einer Ortschaft gelegener landwirtschaftlicher Betrieb, der die Ortschaft meist aufgrund von Platzmangel verlassen hat.
Im Deutschland der Nachkriegszeit entstanden zahlreiche Aussiedlerhöfe. Im Sprachgebrauch der Verwaltung handelte es sich um Aussiedlungen aus beengten Dorflagen. Politisches Ziel war die Modernisierung und Produktionssteigerung der Landwirtschaft. Viele dieser Betriebe befinden sich im Umfeld eines Dorfes, allerdings in deutlicher Entfernung zu dessen anderen Gebäuden.

## Vorgeschichte
Ideen zur Verbesserung der landwirtschaftlichen Produktion durch die zweckmäßige Positionierung von Betrieben im Raum gehen letztlich auf frühneuzeitliche Bestrebungen des Landesausbaus zurück, besonders aber auf die preußische Innere Kolonisation, ebenso auf die Forderungen nach einer Bodenreform in Deutschland. Die Landgesellschaften, die die Aussiedlungen in der Bundesrepublik wesentlich vorantrieben, gehen auf gesetzliche Vorgaben aus der Zeit um das Jahr 1900 und auf das heute noch gültige Reichssiedlungsgesetz von 1919 zurück. Im „Dritten Reich“ gab es insbesondere in westdeutschen, kleinbäuerlich geprägten Regionen Versuche mit der Aussiedlung aus Ortslagen in das nahe Umland. Hintergrund war die starke Konkurrenz um die Arbeitskräfte durch die aufstrebende Rüstungsindustrie. Diese Vorformen der Aussiedlung sollten die verbleibenden Betriebe wirtschaftlich konkurrenzfähig gegenüber einer Anstellung in der Rüstungsindustrie halten.

## Gründe für die Entstehung von Aussiedlerhöfen
Gegründet wurden Aussiedlerhöfe meist von Landwirten, die ihren Hof zunächst innerhalb des Dorfbereichs hatten. Ausschlaggebend für die Umsetzung war die erhebliche Förderung und Beratung durch staatliche und staatsnahe Einrichtungen. Aus staatlicher Sicht stand angesichts von Nahrungsmangel und teilweiser Zwangsbewirtschaftung anfangs eine verbesserte Nahrungsmittelversorgung der Bevölkerung im Blickpunkt. Später wurden in der jungen Bundesrepublik eine Verringerung der Importabhängigkeit und eine Steigerung der eigenen Exporte auch landwirtschaftlicher Erzeugnisse wichtig. Dazu war nicht nur eine Mengensteigerung notwendig, sondern auch eine Kostensenkung durch effizientere Technik und Betriebsabläufe sowie geringeren Personaleinsatz in der Landwirtschaft. Die Bildung von Aussiedlerhöfen war ein Instrument zur Erreichung dieser Ziele.
Aus der Sicht der Landwirte gab es mehrere Gründe für die Aussiedlung:
- In der Nachkriegszeit setzte in der Landwirtschaft ein Konzentrationsprozess ein. Für die einzelnen Landwirte ergab sich die Notwendigkeit, mehr und größere Felder als zuvor zu bewirtschaften. Diese waren von Standorten außerhalb der Ortslage schneller und einfacher zu erreichen.
- Größere Viehbestände sowie größere und leistungsfähigere Landmaschinen machten eine Vergrößerung der Hofgebäude nötig.
- Aufgrund der räumlichen Enge in den Dörfern war eine Modernisierung und Vergrößerung der Betriebe innerhalb der Dorfgrenzen zumeist nicht realisierbar. Die engen innerörtlichen Straßen waren für moderne Landmaschinen zunehmend schwer befahrbar.
- Zum Teil waren in den Dörfern Wasser- und Stromanschluss nicht vorhanden und in Außenlagen leichter herzustellen.
- Mit dem zunehmenden Rückgang der Landwirtschaft in den alten Ortskernen empfanden die Nachbarn die von den verbliebenen Betrieben ausgehende Lärm- und Geruchsbelästigung zunehmend als störend, daher war eine Verlagerung der Betriebe in den Außenbereich auch in ihrem Sinne begrüßenswert.

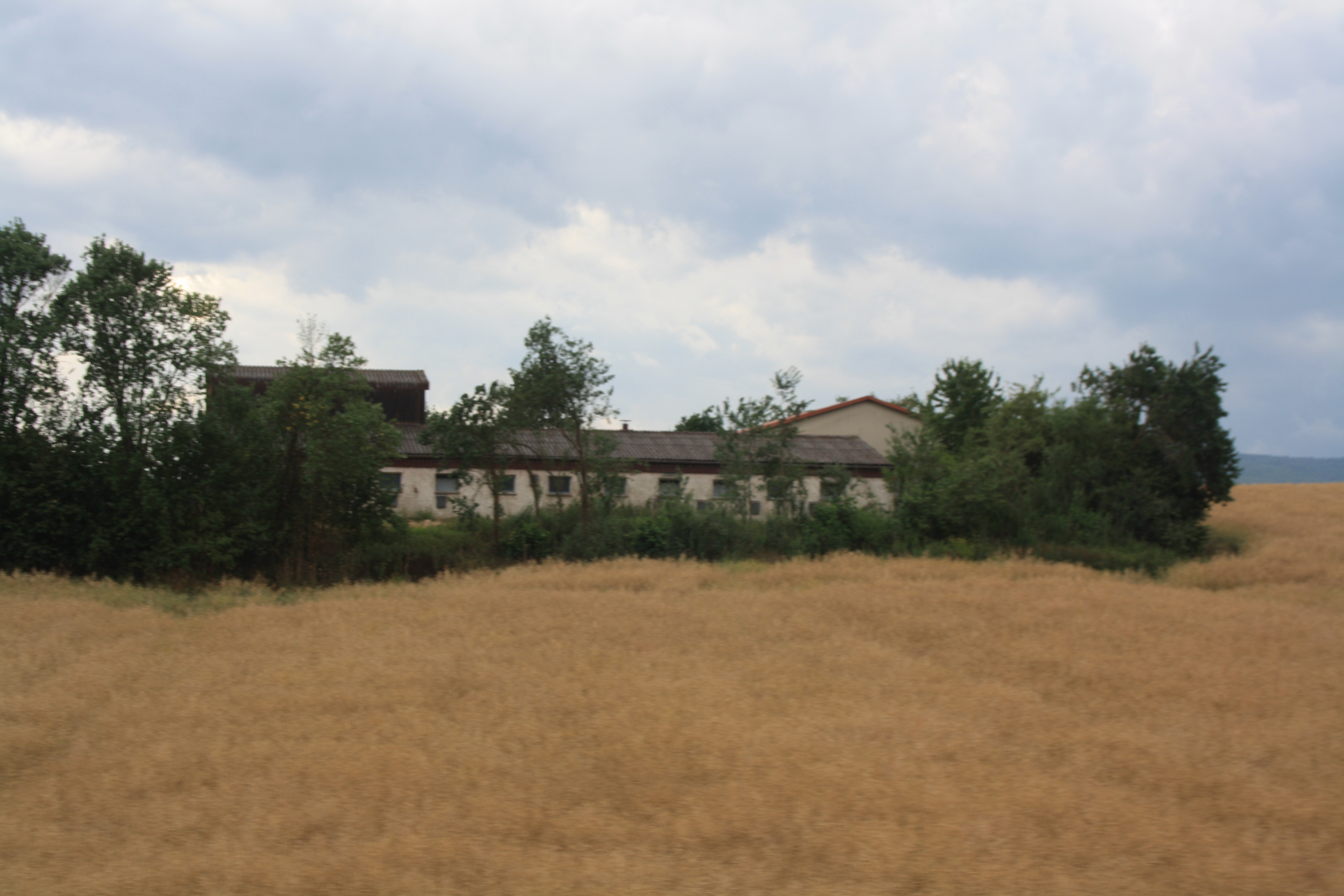
Typischer Aussiedlerhof in Unterfranken

Die Raumordnung hatte zum Ziel, eine Gleichwertigkeit der Lebensbedingungen in allen Teilen der Bundesrepublik zu schaffen. Die Aussiedlung von Bauernhöfen war eines der Mittel, die Lebensverhältnisse auf dem Land an die Standards in der Stadt anzupassen, indem Landwirten eine höhere Produktivität und ein höherer Lebensstandard ermöglicht wurde. Gleichzeitig ließen sich stellenweise innerörtliche Konflikte wegen Geruchs- und Lärmbelästigung zwischen Landwirtschaft und benachbarter Wohnnutzung abbauen.
Darüber hinaus spielte auch die Wiederansiedlung heimatvertriebener Landwirte eine Rolle.
Insbesondere in jüngerer Zeit erfolgen Aussiedlungen oder Teilaussiedlungen auch zur Zusammenführung betrieblicher Einrichtungen und aufgrund immissionsschutzrechtlicher Probleme.

## Umsetzung
Schon kurz nach dem Ende des Zweiten Weltkriegs hatte es erste staatliche Initiativen zur Neuansiedlung von landwirtschaftlichen Betrieben gegeben. Dabei standen aber lokale Erfordernisse, beispielsweise die Nutzung des verwüsteten Reichswalds bei Kleve oder des neu geschlossenen Leybucht-Polders, sowie die Ansiedlung Heimatvertriebener im Blickpunkt. In Brilon lief 1953 bis 1954 ein Flurbereinigungs- und Aussiedlungsverfahren auf persönliche Initiative örtlicher Landwirte beim nordrhein-westfälischen und späteren Bundeslandwirtschaftsminister Heinrich Lübke ab. Dieses galt als Vorlage für später bundesweit installierte Abläufe.
Der erste Bundeslandwirtschaftsminister Wilhelm Niklas stieß von 1949 an im vorerst geringem Umfang Programme zur Flurbereinigung und Aussiedlung in enger Umgebung von Dörfern an, die vor allem von seinem Staatssekretär Theodor Sonnemann umgesetzt wurden. Niklas’ 1953 ins Amt gekommene Nachfolger Lübke vertrat einen pointierteren Kurs der Rationalisierung und Mechanisierung der Landwirtschaft. Unter seiner Leitung wurden Gesetze, Erlasse und Strukturen geschaffen, in deren Rahmen die Aussiedlungen abliefen und in den 1960er Jahren ihren Höhepunkt erreichten.
Von 1951 bis 1955 wurden bundesweit 306 Verfahren abgewickelt, die der späteren Aussiedlung aus beengten Dorflagen entsprachen.
Wichtigstes Mittel zur Produktivitätssteigerung der Landwirtschaft war allerdings das Flurbereinigungsgesetz von 1953, das nicht explizit Aussiedlungen thematisierte. In dem Gesetz gab es aber die ausdrückliche Forderung nach einer Auflockerung der Ortslagen. Die später zunehmenden Aussiedlungen konnten nur im Zusammenspiel mit Flurbereinigungen und damit der Konzentration der bewirtschafteten Flächen nahe den neuen Hofstellen ihre Wirkung entfalten.
Die Aussiedlung in näherer Umgebung der alten Dorfstellen wurde schließlich maßgeblich durch das 1955 verabschiedete Landwirtschaftsgesetz und die darauf beruhenden Grünen Pläne angestoßen und gesteuert. Dabei waren die Aussiedlerhöfe eingebettet in verschiedene Maßnahmen für eine Verbesserung der Agrarstruktur. Vorerst blieb es, wie bei anderen Instrumenten auf diesem Politikfeld, im Wesentlichen bei Pilotprojekten und regionalen Programmen. Erst unter Bundeslandwirtschaftsminister Werner Schwarz, der 1959 sein Amt antrat, wurden die Möglichkeiten des Gesetzes von 1955, darunter die Aussiedlung, planmäßig auf das gesamte Bundesgebiet angewandt.
Mit der Umsetzung der Grünen Pläne beauftragte der Bund die Länder. Diese ließen wiederum unter anderem die Aussiedlungsverfahren durch die seit spätestens 1919 flächendeckend bestehenden Landgesellschaften abwickeln. Die Landgesellschaften hatten auch in den Jahren zuvor eine zentrale Rolle in der Wiederherstellung und Modernisierung der Agrarstruktur gespielt. Nun stellen sie über die verwaltungstechnische Abwicklung, Bauplanung und Finanzierung hinaus die fachliche Beratung der teilnehmenden Landwirte sicher. Von 1955 bis 1973 erfolgten bundesweit 13.089 Aussiedlungen aus beengten Dorflagen, wobei in den 1960er Jahren ein nachlassendes Interesse festzustellen war. Rund die Hälfte der Verfahren war mit Landaufstockungen verbunden, die ebenfalls aus Mitteln der Grünen Pläne gefördert wurden.
Die Architektur der Aussiedlerhöfe war mit Absicht auf Zweckmäßigkeit und Rationalität ausgerichtet. Die regionalen Besonderheiten traditioneller bäuerlicher Architektur wurden bewusst nicht aufgegriffen.
Im Jahr 1973 wurde die Förderung umgestellt und in die Agrarinvestitionsförderung der Einzelbetrieblichen Förderungsprogramms Landwirtschaft eingegliedert. In diesem Rahmen erfolgten bis 1998 noch weitere 4180 Aussiedlungsverfahren.
Die Errichtung von Aussiedlerhöfen ist im Außenbereich weiter zulässig (privilegierte Bauvorhaben, vgl. § 35 Abs. 1 Baugesetzbuch – BauGB). § 35 Abs. 4 BauGB schreibt allerdings flächensparendes und außenbereichsschonendes Bauen vor. In der Praxis gilt die Aussiedlungsbewegung aber als abgeschlossen. Aufgrund der weiteren Konzentration der Landwirtschaft wurde mittlerweile auch auf manchen Aussiedlerhöfen der Betrieb eingestellt, so dass sie heute nur noch als Wohngebäude genutzt werden.
Ein Beispiel aus dem unmittelbaren Zonenrandgebiet war das Gut Wennerode im Landkreis Goslar, in dessen Umfeld in der Nachkriegszeit über ein Dutzend Aussiedlerhöfe entstanden.